# House of Switzerland

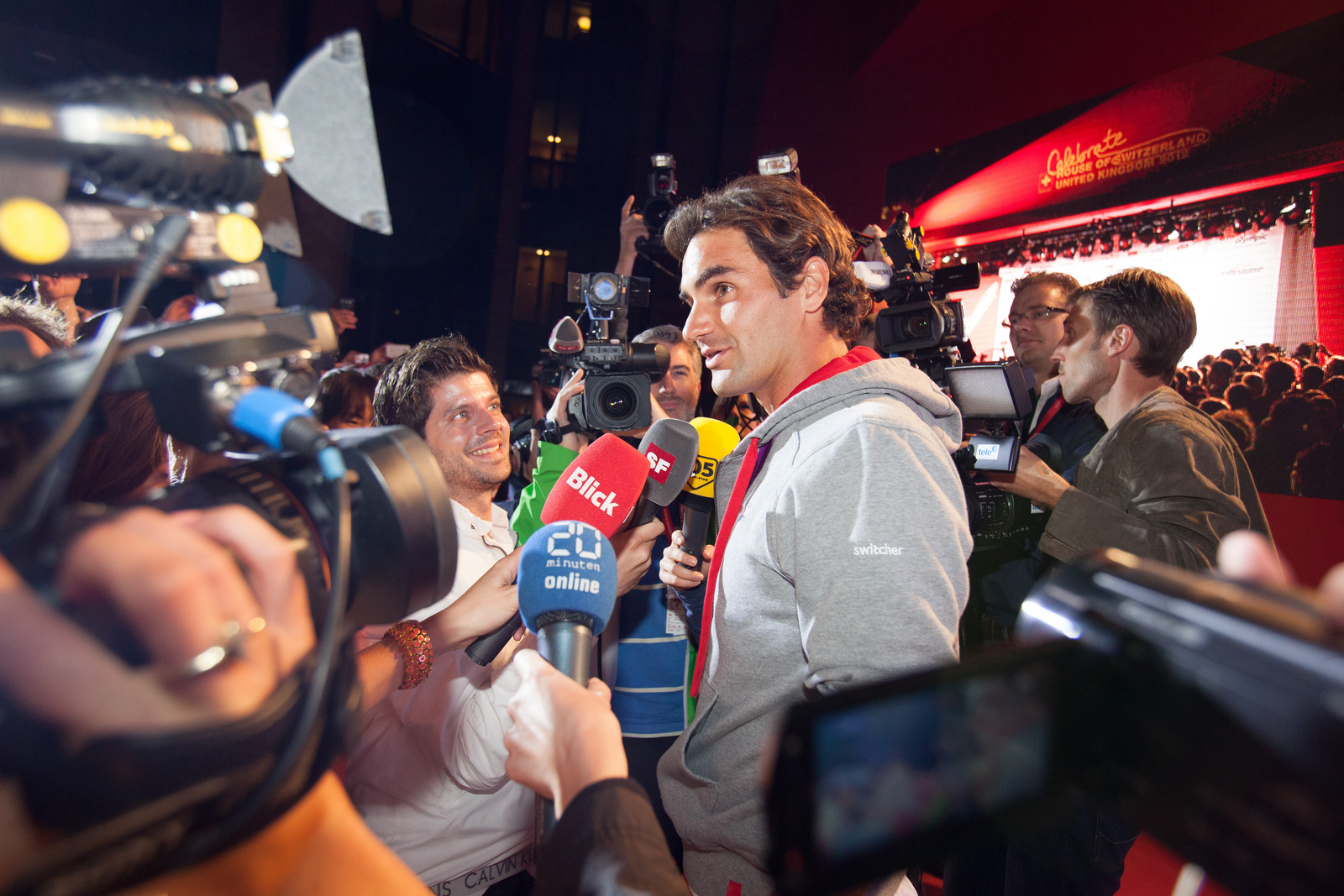
Roger Federer auf dem Gelände des House of Switzerland im Rahmen der Feier zu seiner Silbermedaille bei den Olympischen Sommerspielen 2012 in London am 5. August 2012

Das House of Switzerland ist das offizielle Schweizer Gästehaus, das jeweils anlässlich der Olympischen Spiele aufgebaut, eingerichtet und während der Dauer der Spiele betrieben wird. Es ist der offizielle Treffpunkt des Swiss Olympic Teams sowie Austragungsort für die offiziellen Medaillenfeiern der Schweizer Medaillengewinner.

## Entstehung und Entwicklung
Die Tradition des Schweizer Gästehauses führt bis ins Jahr 1998 zurück, als das House of Switzerland (nach Art des seit 1960 betriebenen Österreich-Hauser) an den Olympischen Winterspielen im japanischen Nagano erstmals von der Swiss Olympic Association betrieben wurde. Die Idee war die Schaffung eines Treffpunktes für das Swiss Olympic Team sowie der offiziellen Schweizer Delegationen, aber auch für die aus der Schweiz anreisenden Fans. Im Laufe der Zeit entwickelte sich das House of Switzerland zu einer Plattform für die Schweizer Landeskommunikation.

## Projektleitung, Partner und Konzept

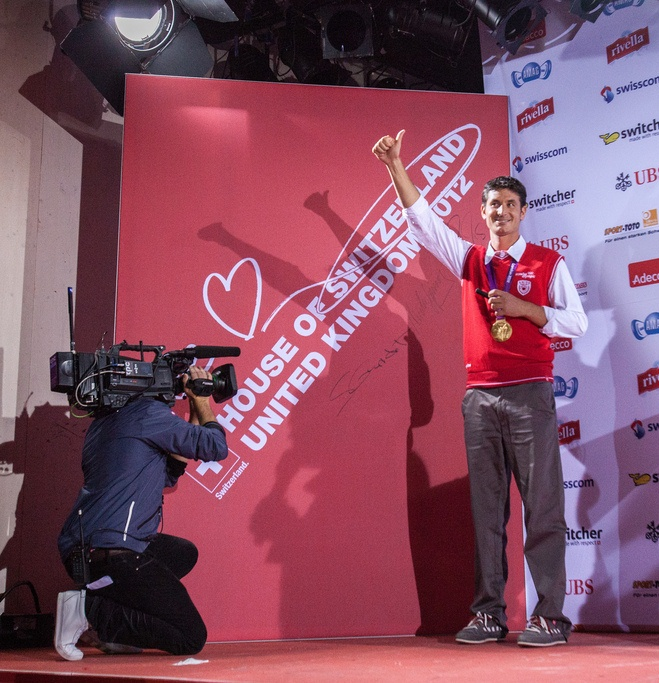
Steve Guerdat auf der Bühne des House of Switzerland im Rahmen der Feier zu seiner Goldmedaille bei den Olympischen Sommerspielen 2012 in London am 8. August 2012

Das House of Switzerland steht seit den Olympischen Sommerspielen 2004 in Athen unter der Projektleitung des Eidgenössischen Departements für auswärtige Angelegenheiten (EDA). Innerhalb des EDA zeichnet Präsenz Schweiz für die Planung, Umsetzung und Durchführung des Konzeptes für das House of Switzerland verantwortlich.
Das House of Switzerland basiert auf einem Konzept der öffentlich-privaten Partnerschaft (ÖPP).

### Nutzung
Neben den Sportfans nutzen vor allem die Schweizerische Eidgenossenschaft sowie weitere Partner und Sponsoren, u. a. die Swiss Olympic Association und die SRG SSR, das House of Switzerland als Treffpunkt für Athleten und Journalisten sowie als Netzwerkplattform für Entscheidungsträger aus Sport, Politik und Wirtschaft. Gleichzeitig ist das House of Switzerland eine Marketing- und Eventplattform für die Schweizer Wirtschaft, Tourismus, Kultur und den Wissenschaftsstandort. Ein entsprechendes Rahmenprogramm ist Bestandteil des Konzeptes.

### Gastronomiebetrieb
Zentraler Punkt des Konzeptes ist der Betrieb einer Gaststätte mit Spezialitäten aus der Schweiz, in Kombination mit Spezialitäten aus dem jeweiligen Gastland. Aus diesem Grund wird denn auch meist eine bereits bestehende Gaststätte oder ein Gebäude mit der entsprechenden Infrastruktur gemietet und für den Betrieb des House of Switzerland umfunktioniert. Liegen die sportlichen Wettkampfstätten und der offizielle Austragungsort weit auseinander, so werden zwei Houses of Switzerland eingerichtet. Dies war erstmals im Rahmen der Olympischen Winterspiele 2006 in Turin der Fall, wo neben Turin auch in Sestriere ein House of Switzerland betrieben wurde.

### Mobiles House of Switzerland

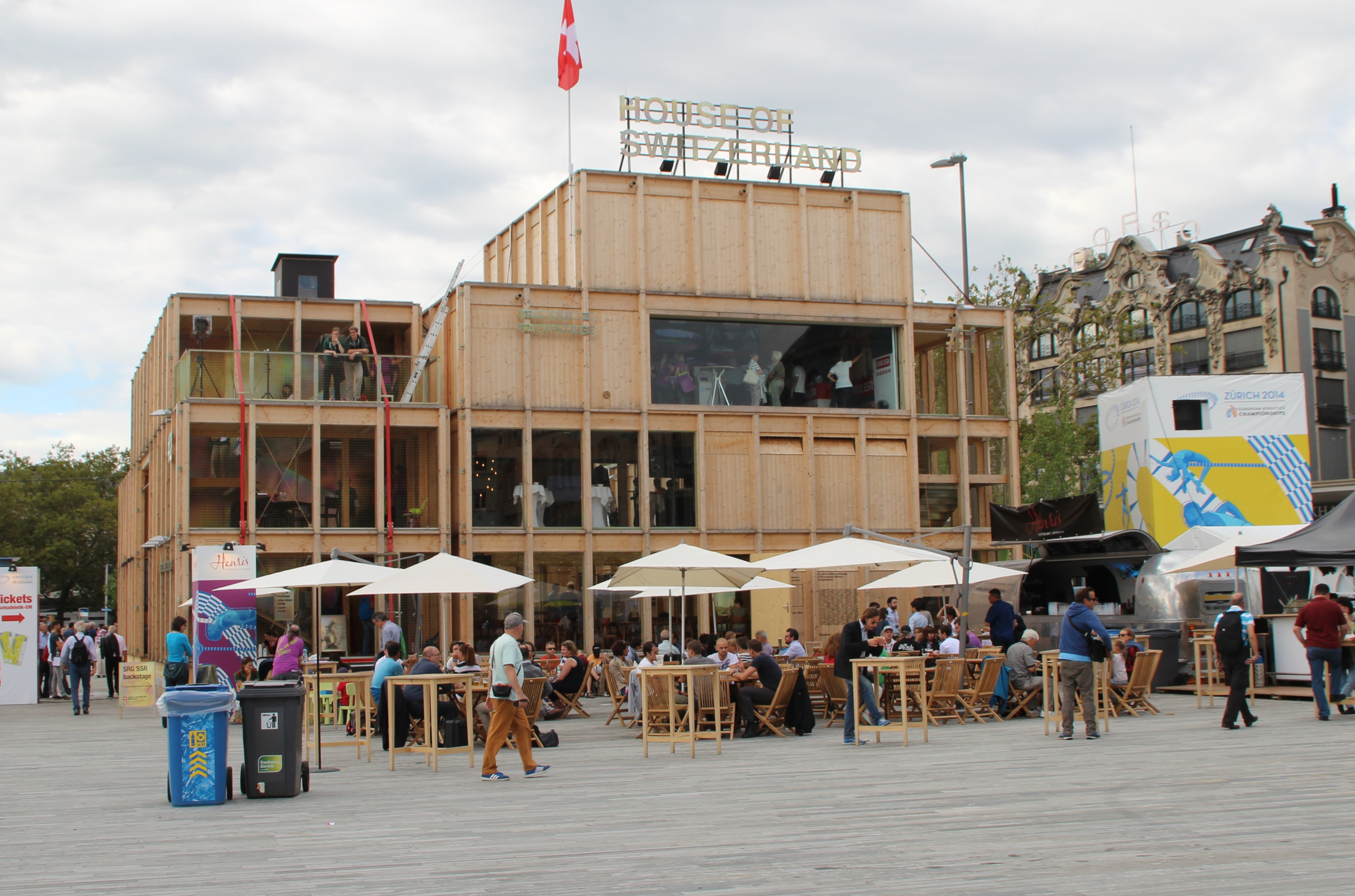
Mobiles House of Switzerland auf dem Sechseläutenplatz während der Leichtathletik-Europameisterschaften 2014 in Zürich

Für die Olympischen Winterspiele 2014 in der russischen Stadt Sotschi wurde erstmals ein in der Schweiz gefertigtes mobiles House of Switzerland aufgestellt. Die Fichtenholzkonstruktion besteht aus 193 weitgehend standardisierten Elementen, die auf vierzehn Sattelaufliegern oder in Containern transportiert werden können. Weitere fünf Lastwagen werden für den Transport der Inneneinrichtung benötigt.
Vier Häuser mit zwei oder drei Geschossen und einer Gesamtfläche von 730 m² werden so angeordnet, dass sie einen Innenhof von 66 m² bilden. Im Erdgeschoss sind unter anderem ein Restaurant, eine Bühne und Ausstellungsräume untergebracht, im ersten Obergeschoss die VIP- und die Sportler-Lounge und im zweiten Obergeschoss Studios für Fernsehen und Radio. Das House of Switzerland ist eines der wenigen Nationenhäuser an Olympischen Spielen, das öffentlich zugänglich ist.
Nach dem ersten Auftritt in Sotschi wurde die mobile Baute in verkleinerter Ausführung am Giro del Gusto in Mailand verwendet. Im August 2014 folgte der Einsatz auf dem Sechseläutenplatz in Zürich während der Leichtathletik-Europameisterschaften.
Für die Olympischen Sommerspiele 2024 in Paris wurde im Garten der Schweizer Botschaft ein zweistöckiger Pavillon, die Maison Suisse, mit einer Gesamtfläche von 1000 m² errichtet, der eine Bar, ein Restaurant, ein Musikprogramm und Kunstinstallationen der Genfer Künstler Laure Marville und Thomas Liu Le Lann umfasst.